# Basic Combined Programming Language
Die Basic Combined Programming Language (BCPL) ist eine 1966 von Martin Richards entwickelte und im Frühjahr 1967 am Massachusetts Institute of Technology zum ersten Mal implementierte, kompilierte, systemnahe Programmiersprache, abgeleitet von der Combined/Cambridge Programming Language CPL. Es ist eine Sprache aus der ALGOL-Familie. Eine Weiterentwicklung von BCPL war die Programmiersprache B, die wiederum die Basis für die Entwicklung der dauerhaft bedeutsamen Programmiersprache C darstellte.

## Allgemeine Beschreibung
Vorteile von BCPL sind schnelle Erlernbarkeit, einfache Implementierung und leichte Portierbarkeit. Es ist hauptsächlich gedacht zum Compilerbau, zur Systemprogrammierung und als „Pioniersprache“, also als erste Sprache für ein neues System.
Ein BCPL-Programm besteht aus einzelnen Funktionen, die auch rekursiv definiert sein dürfen; der Funktionsaufruf erfolgt mit Wertparametern.
BCPL kennt als Datentyp nur das Wort, typischerweise mit der Wortbreite des Prozessors. Bezeichner verweisen auf Speicherzellen als Variablen oder Konstanten. Je nach Operator wird der Inhalt einer Speicherzelle oder das Ergebnis eines Ausdrucks als Integralwert, Speicherreferenz, Vektor oder Eintrittspunkt einer Funktion interpretiert, eine Typprüfung zur Kompile- oder Laufzeit findet nicht statt. Es gibt ausschließlich lokale Bezeichner sowie einen globalen Vektor, in dem im gesamten Programm sichtbare Bezeichner (insbesondere die Funktionsnamen) zusammengefasst sind.
Bezeichner in und Ergebnisse von Ausdrücken werden abhängig von der Verwendung entweder als L- oder R-Wert interpretiert, z. B. in der Zuweisung l = r die Variable l als L-Wert (Speicheradresse) und die Variable r als R-Wert (Inhalt). Die Operatoren RV und LV erlauben es, die Interpretation umzukehren. RV X = LV Y z. B. speichert die Adresse von Y an die Stelle, auf die der Inhalt von X verweist.
BCPL selbst stellt praktisch nur Funktionen zur Bit- und Wortmanipulation zur Verfügung. Alle anderen Funktionen sind in zusätzlichen Bibliotheken zusammengefasst.
Ken Thompson entwickelte 1969 die Sprache B, die stark von BCPL beeinflusst ist. Da B für die Interpretation auf einer PDP-7 mit 8 kB RAM entwickelt wurde, ist B einfacher aufgebaut als BCPL. Beispielsweise sind keine verschachtelten Funktionsdefinitionen möglich. Aus der Weiterentwicklung von B entstand die Programmiersprache C.
Es gibt BCPL-Implementierungen für praktisch jedes Betriebssystem, die verschiedenen Implementierungen sind nicht quelltextkompatibel.
Die BCPL-Philosophie wird durch folgendes Zitat aus dem nur auf Englisch verfügbaren Buch BCPL-The language and its compiler illustriert:

“The philosophy of BCPL is not one of the tyrant who thinks he knows best and lays down the law on what is and what is not allowed; rather, BCPL acts more as a servant offering his services to the best of his ability without complaint, even when confronted with apparent nonsense. The programmer is always assumed to know what he is doing and is not hemmed in by petty restrictions.”

„Die BCPL-Philosophie ist nicht die des Tyrannen, der alles besser weiß und Regeln darüber erlässt, was erlaubt und was verboten ist. Stattdessen verhält sich BCPL mehr wie der Diener, der seine Dienste ohne Murren bestmöglich anbietet, auch wenn ihm augenscheinlicher Unsinn aufgetragen wird. Es wird stets vorausgesetzt, dass der Programmierer weiß, was er tut. Er wird daher nicht durch kleinkarierte Einschränkungen eingeengt.“

## O-Code
Richards entwickelte in den späten 1960er Jahren einen Zwischencode, der BCPL maschinenunabhängig machen sollte. Der BCPL-Compiler erzeugt O-Code, wobei das O für Objekt, also Objektcode steht.
Der O-Code kann dann von einem weiteren Programm entweder interpretiert oder in spezifischen Maschinencode übersetzt werden. Diese Idee wurde und wird auch in neueren Compilern eingesetzt, z. B. in Form des RTL (Register Transfer Language)-Zwischencodes beim GCC oder dem P-Code von UCSD Pascal. Java mit der Java Virtual Machine verwendet ebenfalls einen eigenen Zwischencode, der allerdings irgendwo zwischen O-Code und Maschinencode liegt.
O-Code erlaubt die Trennung von generellen und prozessorspezifischen Übersetzungsanforderungen. Die Portierung des BCPL-Compilers wurde durch seine Verwendung extrem erleichtert, und BCPL wurde schnell auf verschiedenen Maschinen verfügbar.

## Programmbeispiel
```
GET "LIBHDR"

LET START () BE
$(WRITES ("Hello, world!*N")

```

## Betriebssysteme
Teile des AmigaOS (die Komponente AmigaDOS) basieren auf TRIPOS, einem Mehrbenutzerbetriebssystem der Firma MetaComCo, das in der Programmiersprache BCPL entwickelt wurde, und tragen daher heute noch Spuren von BCPL. So enden beispielsweise BCPL-Zeiger in AmigaDOS-Datenstrukturen zwangsläufig auf 32-Bit-Grenzen, da sie um 2 Bit nach rechts verschoben sind, was einer Division durch 4 entspricht. Weiterhin werden in AmigaDOS oft Zeichenketten verwendet, die statt der in der Programmiersprache C üblichen Nullterminierung ein vorangestelltes Längenbyte verwenden.
Ein ebenfalls in BCPL entwickeltes Betriebssystem der AEG (Systemsoftware-Abteilung Konstanz) für die eigenen Maschinen AEG 80-40 und AEG 80-60 (Stückzahl unter 100, um 1980) war MARTOS (Multi Access Real Time Operating System). Ebenfalls für diese nur in wenigen Projekten eingesetzten, damals eigentlich sehr modernen Maschinen, wurde die in BCPL implementierte, mit C und PL/I verwandte Programmiersprache SL3 (System Low Level Language) entwickelt, bei der man systemnah wie in Assembler einzelnen Variablen feste Register zuordnen, andererseits aber auch mit komplexen und geschachtelten Strukturen programmieren konnte.